# Kradenan (Kersana)
Kradenan is een bestuurslaag in het regentschap Brebes van de provincie Midden-Java, Indonesië. Kradenan telt 1766 inwoners (volkstelling 2010).